# Smutné sedlo
Das Smutné sedlo ist ein 1963 m n.m. (nach älteren Angaben 1965 m n.m.) hoher Sattel auf der slowakischen Seite der Westtatra, im geomorphologischen Teil Roháče. Er befindet sich auf dem Hauptkamm, zwischen der westlich gelegenen Berggruppe Tri kopy (2136 m n.m.) und dem Plačlivé (2125 m n.m.) östlich des Sattels und verbindet die Täler Smutná dolina (obere Fortsetzung der Roháčska dolina) im Norden und Žiarska dolina im Süden und somit auch die Landschaften Orava und Liptau (slowakisch Liptov).
Der Name bedeutet wörtlich „Trauriger Sattel“ und wurde vom Namen des Tals Smutná dolina übernommen.
Durch den Sattel verläuft der rot markierte Wanderweg, der dem gesamten Hauptkamm von Roháče folgt und trifft einen blau markierten Wanderweg, der auf dem Weg von der Talmündung der Žiarska dolina und Hütte Žiarska chata im Süden zur Hütte Ťatliakova chata im Norden den Hauptkamm hier überquert.